# Decena trágica
De decena trágica of tragische tiendaagse was een periode van hevige gevechten tussen regeringstroepen en aanhangers van Félix Díaz in februari 1913, gedurende de Mexicaanse Revolutie. De gevechten culmineerden in de val van de regering van Francisco I. Madero.
Madero was in 1911 tot president gekozen, nadat hij dictator Porfirio Díaz had verdreven. Aanhangers van Díaz kwamen echter in opstand tegen de regering van Madero, en schaarden zich achter Félix Díaz, een neef van de verdreven dictator. Deze werd echter door de troepen van Madero gearresteerd en gevangengezet. De decena trágica begon op 9 februari met een opstand van militairen, geleid door Manuel Mondragón in kazernes in Tlalpan en Tacubaya. Zij bestormden de gevangenis, alwaar zij Díaz en Bernardo Reyes wisten te bevrijden. Hierna trokken ze op naar het Nationaal Paleis, waar de regering zetelde. Bij de aanval op het paleis kwam Reyes om het leven, en raakte Lauro Villar, hoofd van de regeringsgetrouwe troepen, zwaargewond. Díaz verschanste zich in La Ciudadela. Madero was van plan Felipe Ángeles tot diens opvolger te benoemen, maar dit werd hem ontraden door de militaire staf, waardoor hij Victoriano Huerta tot opvolger van Villar benoemde.
In de dagen die volgden maakte Mexico-Stad de hevigste gevechten in haar moderne geschiedenis mee. Duizenden burgers kwamen om het leven. Huerta wist de aanvallen van de felicistas met succes af te slaan, hoewel het veel soldatenlevens kostte en hij een deel van zijn troepen achterhield. Het bleek dat Huerta hiermee vooropgezette bedoelingen had nadat de meest Maderogetrouwe troepen gedecimeerd waren. Op 18 februari sloot hij het pact van de ambassade met Félix Díaz en de Amerikaanse ambassadeur Henry Lane Wilson. Aureliano Blanquet, een van Huerta's generaals, drong het paleis binnen, waar hij Madero, samen met zijn vicepresident José María Pino Suárez en Felipe Ángeles, gevangennam. Madero's broer Gustavo A. Madero en de kwartiermeester Adolfo Bassó werden door Huerta's troepen op brute wijze vermoord. Madero en Pino Suárez werden gedwongen af te treden ten gunste van minister Pedro Lascuráin. Deze benoemde Huerta tot minister van buitenlandse zaken en trad af, waardoor Huerta nu president was. Een rompparlement, gelovende hiermee het leven van Madero en Pino Suárez te redden, bekrachtigde deze regeringswisselingen, waardoor Huerta deze staatsgreep een legitiem tintje te geven.
Huerta garandeerde het leven van zijn gevangenen, en gaf te kennen hen naar Veracruz te willen sturen, om vanaf daar het land te verlaten. Vier dagen na deze staatsgreep werden Madero en Pino Suárez echter buiten de gevangenis vermoord, zogenaamd omdat ze probeerden te vluchten. Madero werd in de nek geschoten en Pino Suárez tegen de gevangenismuur gezet en zo gefusilleerd. Tot op heden is er nog discussie onder historici bij wie de uiteindelijke verantwoordelijkheid voor deze moorden ligt. Ángeles wist op het nippertje te ontsnappen. In de maanden die volgden schoof Huerta Díaz aan de kant, liet zijn tegenstanders oppakken of vermoorden en vestigde zijn dictatuur. Dit leidde een nieuwe fase in in de Mexicaanse Revolutie, waarin grote delen van het land zich verenigden onder het Constitutionalistische Leger van Venustiano Carranza en zwoeren Huerta te verdrijven, waarmee de revolutie ontaardde in een burgeroorlog.